# Кунаев, Иван Николаевич
Куна́ев Иван Никола́евич (род. 23 сентября 1989 года) — российский велогонщик в дисциплине маунтинбайк, мастер спорта, член сборной России, победитель Кубка России по даунхиллу 2022 года, чемпион России по эндуро 2021 года, чемпион России по байкер-кроссу 2017 года, вице-чемпион России по даунхиллу 2022 и 2019 годов.

## Биография
Родился 23 сентября 1989 года в Саранске. В 8 лет начал заниматься BMX-рейсингом, затем в 16 лет перешёл в маунтинбайк. Является Чемпионом России по байкер-кроссу 2017 года, многократный призёр Чемпионатов и Кубков России по скоростному спуску на велосипеде. Мастер спорта, в сборной России с 2013 года, активно участвует в российских и международных соревнованиях.
В 2006 году (в возрасте 16 лет) поступил в Российский университет дружбы народов (РУДН), в 2010 окончил бакалавриат, а в 2012 году окончил магистратуру с красным дипломом, защитил дипломную работу на тему «Аварийные разливы нефти на магистральных нефтепроводах». В 2015 году окончил обучение в аспирантуре РУДН. Во время обучения в ВУЗе активно занимался научной деятельностью, является неоднократным лауреатом молодежных премий и призёром конкурсов и конференций. В 2012 году стал Потанинским стипендиатом на втором курсе магистратуры.
На последнем курсе бакалавриата начала работать инженером в Государственном океанографическом институте имени Н.Н.Зубова, затем на кафедре Прикладной экологии РУДН, после чего в нефтяной компании. В 2012 году сменил сферу детальности, перейдя их инженерных специальностей в юриспруденцию сферу и обучение. Проработал в корпоративном обучении до 2018 года, затем полностью перешел в профессиональный спорт.
В 2017 году был создан обучающий велосипедный проект "Велолагерь". В 2018 году "Велолагерь" расширился с тренировочных локаций внутри России до европейских туров, в которых Кунаев выступал в роли организатора и тренера. В 2019 эти проекты были объединены. С 2020 обучающие лагеря в Европе не проводятся, основной локацией сейчас является Красная Поляна.

## Соревнования
Впервые Иван принял участие в велосипедных соревнованиях в 9 лет, занимаясь в секции BMX-рейсинга в Саранске. В 16 лет, перейдя из BMX-рейсинга в маунтинбайк, стал активно принимать участие в гонках.
С 2006 года по 2009 год участвовал в российских гонках по большей части в любительской категории. С 2010 года перешёл в категорию «Элита». С 2013 по 2017 годы Кунаев принял участие в 156 гонках, в 115 из них занял призовые места. За сезон 2016—2017 выиграл 29 золотых, 9 серебряных и 9 бронзовых медалей.
Основные достижения Ивана — золото в дуал-слаломе в городе Усти-над-Лабем (Чехия) в мае 2016 года, а также два вторых места два года подряд (2015 и 2016) в 24-часовой даунхильной гонке в Земмеринг (Австрия) в категории «двойки».
Бо́льшую часть сезона 2018 Иван пропустил по причине травмы (перелом ключицы и вывих плеча, перелом пальца), полученной на Чемпионате России в Красной Поляне. Процесс восстановления занял довольно много времени, со слов Ивана: это было одно из самых сложных восстановлений. Лишь к началу сезона 2019 он смог вернуться в соревновательный режим, но уже на чемпионате России по даунхиллу в августе 2019 года Иван занял второе место.
В связи с неблагоприятной ситуацией с коронавируской инфекцией в 2020 году был отменен национальный чемпионат по даунхиллу, в этот год в России стоялось только несколько стартов, которые, в основном, прошли осенью. Стоит отметить бронзу Кунаева на чемпионате России по эндуро, проходившего в Балаклаве, а также серебро на соревнованиях по скоростному спуску в Listopad Bike Session 2020.
В 2021 году Иван выиграл три из четырех этапа Российской эндуро серии в Крыму, на Урале и в Красной Поляне, таким образом одержал победу в общем зачете серии 2021 года. Занял второе место на первом этапе Кубка России по скоростному спуску в Балаклаве, а также стал серебряным призером общего зачета по скоростному спуску в России.
Сезон 2022 года Кунаев провел в Красной Поляне, где активно тренировался. Иван посетил около 10 соревнований в этот год, большинство выиграл, стоит отметить победу на Кубке России по даунхиллу и 5-м этапе Российской эндуро серии в Архызе, мегалавине в Красной Поляне, а также серебро на Чемпионате России по даунхиллу.

## 24-часовая гонка «Race the Night»
В 2015 году Иван Кунаев в паре с Антоном Румянцевым заняли второе место в единственной в Мире суточной даунхильной гонке, проходившей в городе Земмеринг (Австрия) в категории «двойки».
Это необычный формат соревнований, состоящий в том, чтобы сделать как можно больше спусков по даунхильному треку за 24 часа. Кунаев с Румянцевым сделали 158 спусков за сутки, уступив лишь один спуск победителям. В 2016 году они повторили этот результат, вновь завоевав второе место.

## Серия городских гонок
Кунаев является единственным на сегодняшний день российским гонщиком, получившим приглашение на мировую серию городских гонок – City Downhill World Tour (CDWT). В 2015 году он посетил этап CDWT в Братиславе (Словакия). Стоит отметить, что данная гонка была остановлена во время заездов гонщиков, из-за митинга неонацистов, которые разбили систему замера времени, поэтому гонка была остановлена. Никто из гонщиков не пострадал.
В этом же году Иван посетил два испанских этапа серии в Бильбао и Бермео, где занял 19 и 10 место, соответственно. В 2016 году вновь участвовал в этапе гонки в Бермео, где занял 5 место, что является его лучшим результатом на международных гонках данного формата. В последующие годы этапы городского даунхила под эгидой CDWT не проводились.

## Достижения
2016
 Ul-Let, Чехия — дуал-слалом
 4 этап РЭС, Алушта — эндуро
 Мегалавина, Сочи — скоростной спуск
 24h Downhill, Австрия — скоростной спуск
 Кубок России, Архыз — скоростной спуск
 1 этап РЭС, Краснодар — эндуро
 FreeRate DH, Ялта — скоростной спуск
 Велопрорыв, Армхи — скоростной спуск
 Sochi City DH — скоростной спуск
 Чемпионат России, Магнитогорск — скоростной спуск
 3 этап Кубка Урала — скоростной спуск
2017
 Чемпионат России, Магнитогорск — байкер-кросс
 Listopad Bike Session, Крым — скоростной спуск
 Мегалавина, Сочи — скоростной спуск
 2 этап РЭС, Н.Новгород — эндуро
 4 этап РЭС, Геленджик — эндуро
 Мальская долина, Псков — скоростной спуск
 1 этап РЭС, Краснодар — эндуро
 5 этап РЭС, Алушта — эндуро
 Moscow City Games — памп
 Кубок России, Магнитогорск — скоростной спуск
2018
 1 этап РЭС, Краснодар — эндуро
 1 этап ЗолДол, С-Петербург — эндуро
 Reactor Cup, Обнинск — скоростной спуск
 3 этап ЗолДол, С-Петербург — эндуро
 Bitter Race, Воронеж — эндуро
2019
 2 этап ЗолДол, С-Петербург — эндуро
 Dakhovskaia Race, Даховская — скоростной спуск
 Кубок Москвы, Москва — скоростной спуск
 4 этап РЭС, Балаклава — эндуро
 Чемпионат России, Архыз — скоростной спуск
 отборочный этап Чемпионата Мира, Ижевск — памп
 4 этап Кубок России, Архыз — скоростной спуск
 3 этап Кубок России, Архыз — скоростной спуск
 3 этап РЭС, Петрозаводск — эндуро
 1 этап РЭС, Краснодар — эндуро
 2 этап РЭС, Даховская — эндуро
 Мегалавина, Сочи — скоростной спуск
2020
 Listopad Bike Session, Балаклава — скоростной спуск
 Dakhovskaia Race, Даховская — скоростной спуск
 Чемпионат России, Балаклава — эндуро
 1 этап РЭС, Петрозаводск — эндуро
2021
 1 этап РЭС, Балаклава — эндуро
 2 этап РЭС, Миасс — эндуро
 3 этап РЭС, Красная Поляна — эндуро
 Reactor Cup, Обнинск — скоростной спуск
 Чемпионат Кипра, Кипр — скоростной спуск
 Кубок России, Балаклава — скоростной спуск
 Кубок Урала, Магнитогорск — скоростной спуск
2022
 Кубок Красной Поляны, Сочи — скоростной спуск
 Финал Кубка России, Архыз — скоростной спуск
 Кубок Москвы, Москва — скоростной спуск
 5 этап РЭС, Архыз — эндуро
 Мегалавина, Сочи — скоростной спуск
 Мегалавина, Шерегеш — скоростной спуск
 Окский DH, Нижний Новгород — скоростной спуск
 Чемпионат России, Архыз — скоростной спуск
2023
 Мегалавина, Сочи — скоростной спуск
 Мегалавина Fox Hunting, Сочи — скоростной спуск
 4 этап РЭС, Архыз — эндуро
 1 этап РЭС, Красная Поляна — эндуро
 Чемпионат России, Архыз — скоростной спуск
2024
 Финальный этап РЭС, Архыз — эндуро
 Финальный этап Кубка Архыза, Архыз — скоростной спуск
 Окский DH, Нижний Новгород — скоростной спуск

## Галерея
- Проект "RideThe Planet". Ливиньо, Италия, 2017
- Соревнования "Igora Bike Weekend". Игора, Ленобласть, 2012
- Соревнования "Золотая Долина". Ленобласть, 2018
- Тренировка поворотов. Балаклава, Крым 2019
- Проект "RideThePlanet". Ливиньо, Италия, 2017